# Káně lesní
Káně lesní (Buteo buteo), známá také pod starším názvem káně myšilov, je středně velký druh dravce z čeledi jestřábovitých (Accipitridae).

## Systematika

### Taxonomie
Formální popis druhu poskytl již švédský přírodovědec Carl Linné v roce 1758 v 10. edici Systema Naturae. Linné druh popsal pod názvem Falco buteo. V roce 1799 francouzský přírodovědec Bernard Germain de Lacépède vytyčil rod Buteo, kam káně lesní zařadil, čímž vzniklo současné tautonymní jméno druhu Buteo buteo. Výraz buteo je latinské pojmenování pro káně. Rod Buteo má kolem 28 druhů a jeho taxonomie se neustále vyvíjí. V Eurasii a Africe je tento rod zastoupen hned 10 druhy.
Stejně jako rod Buteo, i káně lesní má za sebou komplikovaný taxonomický vývoj. V průběhu let byla velká řada poddruhů káně lesní povýšeno na samostatné druhy. Z těchto druhů lze zmínit káni kapskou (B. trizonatus), káni madagaskarskou (B. brachypterus), káni východní (B. japonicus) nebo káni himálajskou (B. refectus). V této souvislosti se proto hovoří o káni lesní jako o superdruhu. K velmi úzce příbuzným káně lesní patří i káně bělochvostá (B. rufinus) a káně horská (B. oreophilus).

### Poddruhy
V průběhu let bylo popsáno kolem 16 poddruhů káně lesní. Rozlišovaný počet poddruhů moderní taxonomií se pohybuje kolem 6–7 v závislosti na taxonomické autoritě. Níže je uvedeno 7 poddruhů a jejich areál výskytu:
- B. b. buteo – Evropa východně po Finsko, Rumunsko a Turecko, izolovaně žije také na Madeiře; zimuje na jihu svého areálu rozšíření.
- B. b. arrigonii – Korsika a Sardinie.
- B. b. rothschildi – Azory.
- B. b. insularum – Kanárské ostrovy.
- B. b. bannermani – souostroví Kapverdy.
- B. b. vulpinus – vyskytuje se v rozmezí od severní Skandinávie a evropské části Ruska východně po řeku Jenisej a jižně po Kavkaz a střední Asii; zimuje především v subsaharské Africe a v jižní Asii.
- B. b. menetriesi – Krym a Kavkaz, jižně po východní Turecko a severní Írán.

## Popis

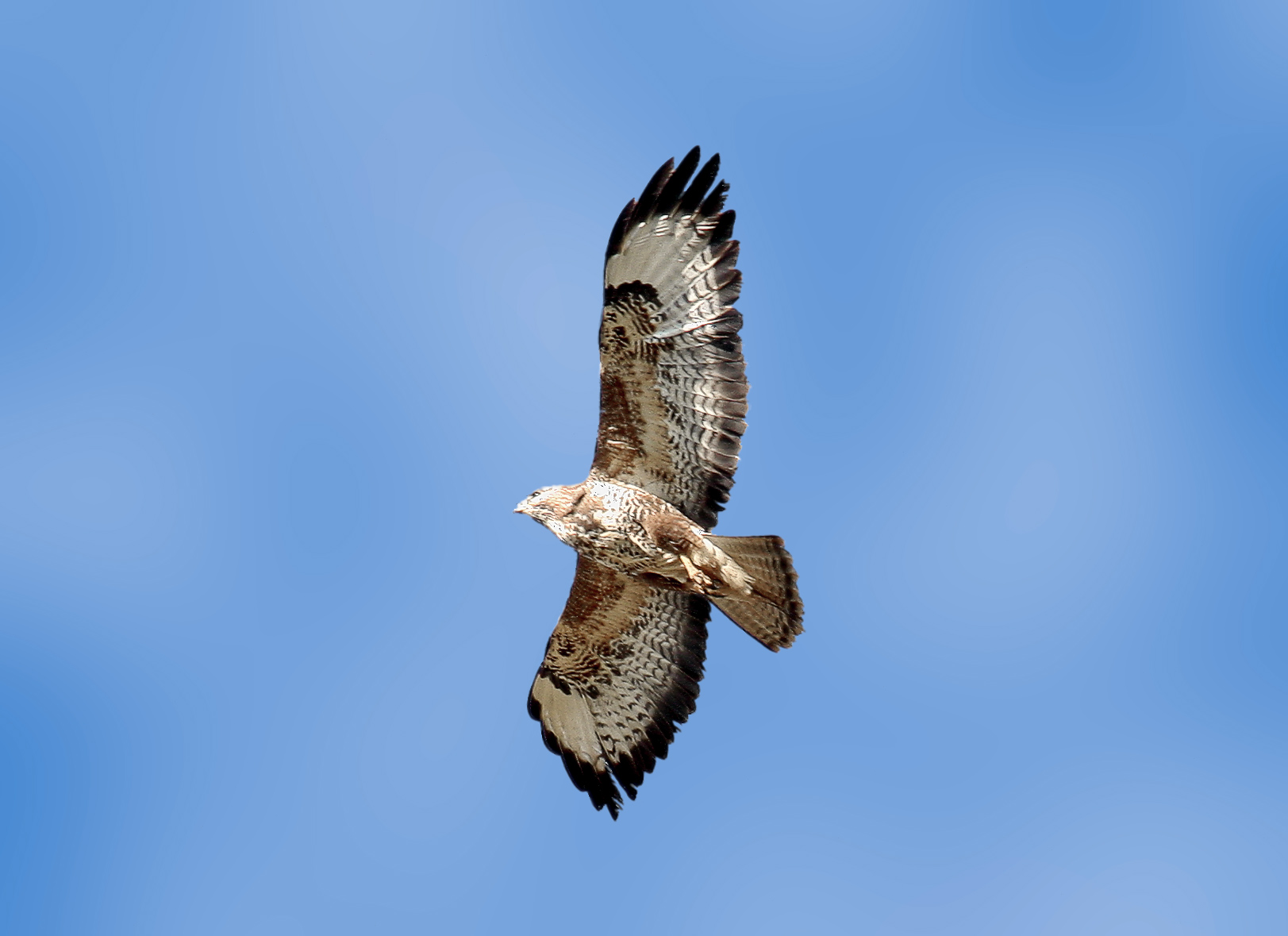
V letu

Dorůstá 40–57 cm, v rozpětí křídel měří 109–136 cm a váží 427–1405 g. Samci dosahují v průměru 85 % velikosti samic. Má kompaktní postavu, dlouhá široká křídla s černými konci letek, v letu široce rozevřený, krátký, zakulacený ocas s tmavým pruhováním a s tmavou páskou na konci, žluté neopeřené končetiny a žlutý, na konci černě zbarvený zobák. Jinak má však káně lesní ze všech ptačích druhů jedno z nejproměnlivějších zbarvení opeření, které se může pohybovat od čistě bílé až po téměř černou. Obecně přitom platí, že svrchu je pták zbarven jednolitě, zatímco spodinu těla mívá světlejší a alespoň částečně pruhovanou. Pohlaví jsou zbarvena stejně.
Ve střední Evropě hrozí záměna s velmi podobnou, ale vzácnější kání rousnou (Buteo lagopus), která má světlý ocas a izolovanou tmavou skvrnu v ohbí spodiny křídla, a s včelojedem lesním (Pernis apivorus), který má na rozdíl od káně lesní žluté oči a užší křídla.

### Hlas
Ozývá se nejčastěji mňoukavým, daleko slyšitelným „vijé“, které často napodobuje sojka obecná (Garrulus glandarius). Mláďata již od prvního dne žebrají o potravu protáhlým „kiiij kiiij“, které se s přibývajícím věkem stává hlubším a hlasitějším ( nahrávka s varovným hlasem).

## Rozšíření
Hnízdí v téměř celé Evropě s výjimkou Islandu, části Irska a Skandinávského poloostrova, východně zasahuje v podobě širokého pruhu přes střední Asii, Zatímco v Evropě jsou populace především stálé (s výjimkou těch severských), asijští ptáci na zimu většinově migrují na jih a jihovýchod kontinentu (viz mapka s rozšířením).
V Evropě je káně lesní nejhojnějším dravcem vůbec, hnízdí zde téměř jeden milion párů. V Česku se zdržuje početně po celý rok, hnízdí zde v počtu 9500–13 000 párů, a to až po nadmořskou výšku 1300 m n. m., a zimuje v počtu 20 000–50 000 jedinců. V populačním trendu byl v minulých letech zaznamenán mírný vzestup.
Hnízdí v lesích, za potravou zalétává na otevřená prostranství, jakými jsou např. pole, louky nebo pastviny; často vysedává také u silnic.

## Chování
Během hnízdního období jsou káně teritoriální, mimo toto období, zejména pak v oblastech s nadbytkem kořisti, však často tvoří menší volné skupiny. Ty lze zaznamenat i během tahu. Je známá díky svým zásnubním letům, při kterých kruhově plachtí, volně padá a opět stoupá.

### Potrava
Struktura potravy může být silně variabilní podle místních podmínek a také vzhledem k proměnlivému životnímu prostoru káně.

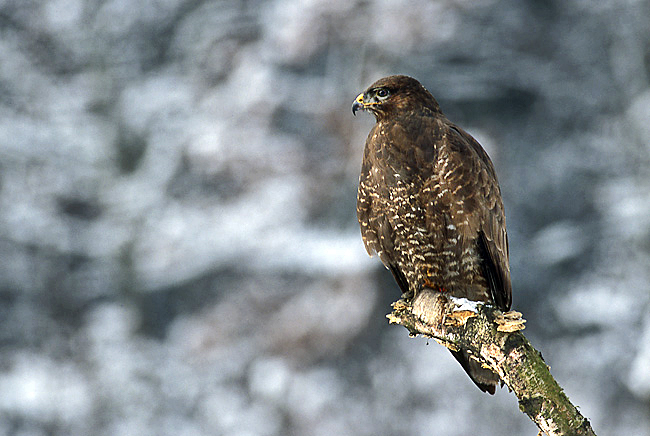
Káně na pozorovatelně (tmavá morfa)

Potravu káně lesní tvoří převážně malí savci, ve střední Evropě především hraboš polní (Microtus arvalis). Požírá také ptáky, většinou mladé jedince, plazy (ještěrky, hady), červy, obojživelníky (většinou žáby) a ryby, konkrétně mrtvé nebo umírající jedince. Často vyhledává i auty sražená zvířata, čímž se sama vystavuje nebezpečí kolize s vozidly.
V oblasti kolem Castellu v bavorském obvodu Dolní Franky byly v letech 1945 až 1960 doloženy 384 druhy ukořistěných zvířat na hnízdech, přičemž savci (hlavně myši) tvořili 70 % a ptáci 12 %. Zbytek tvořili plazi 15 % a obojživelníci 3 %.
V letech 1981–1984 byla v okolí Berlína provedena studie zabývající se složením potravy u ještě neopeřených mláďat. Na hnízdech bylo jako kořist zaznamenáno celkem 257 druhů živočichů, z čehož 37 % představovali malí savci (především hraboši), 59 % ptáci, 1 % plazi, další 1 % obojživelníci a zbývající 2 % pak ryby.

### Hnízdění
Pohlavně dospívá ve druhém nebo třetím roce života. Páry jsou monogamní a mnohdy spolu setrvávají po celý život. Rozměrné hnízdo z větví buduje zpravidla vysoko v koruně stromu. Samice ve střední Evropě začínají první vejce klást již v březnu, většinou však až v polovině dubna. V jedné snůšce bývají obvykle dvě až tři, někdy i jedno nebo čtyři bílá, červeno-hnědě skvrnitá, průměrně 56 × 45 mm velká vejce vážící asi 60 g. Jsou kladena v intervalu dvou až tří dnů a na jejich 33–35denní inkubaci se podílejí oba rodiče. Mláďata hnízdo opouštějí po 42–49 dnech, ale stále se nacházejí v jeho blízkosti a ještě dalších 6–10 týdnů jsou rodiči krmena. Poté hnízdní teritorium opouštějí a usazují se obvykle několik kilometrů od jeho hranic. Byly však zaznamenány případy, kdy se mládě uchýlilo do vzdálenosti celých 200 km od hnízda.

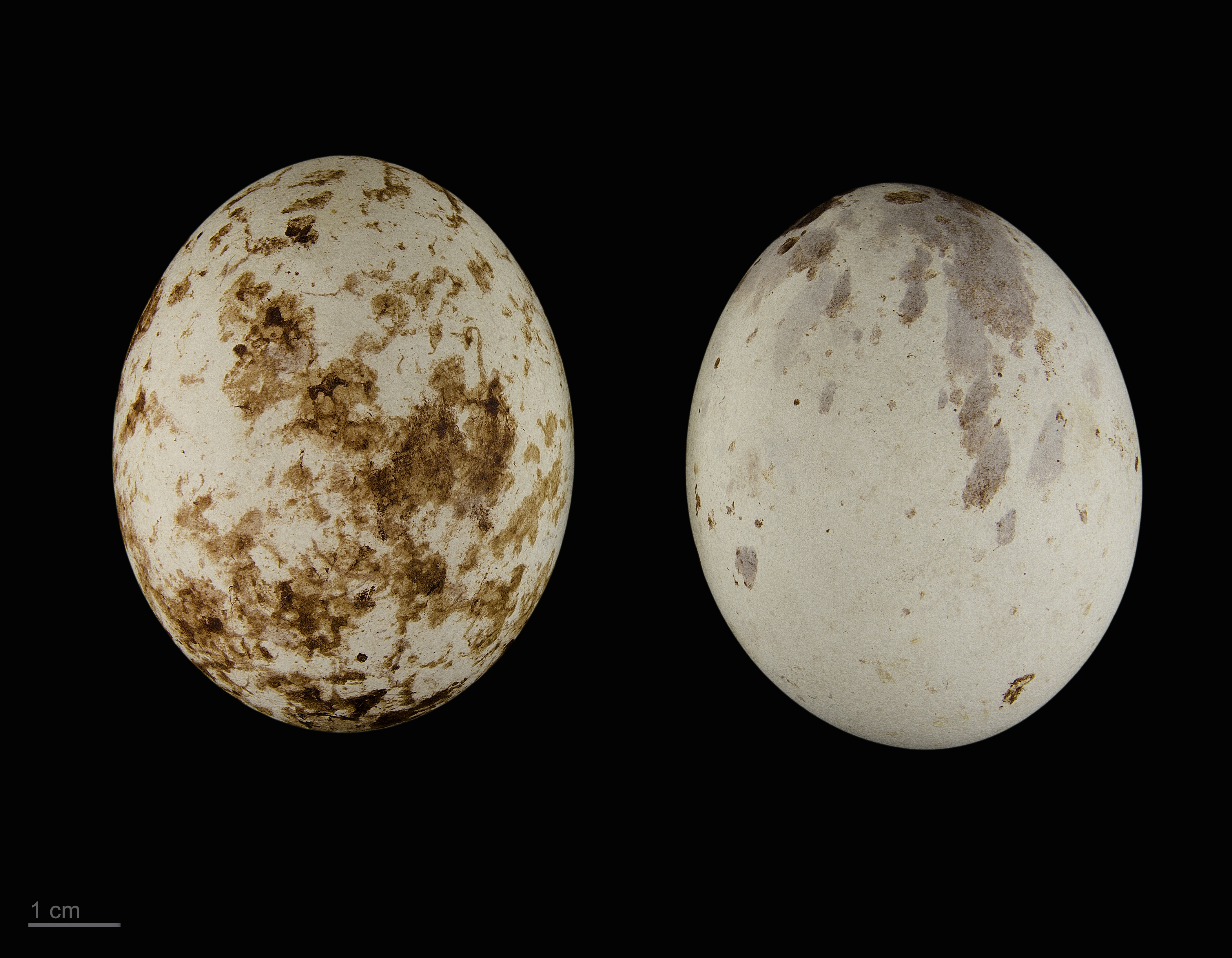
Vejce káně lesní (Buteo buteo)
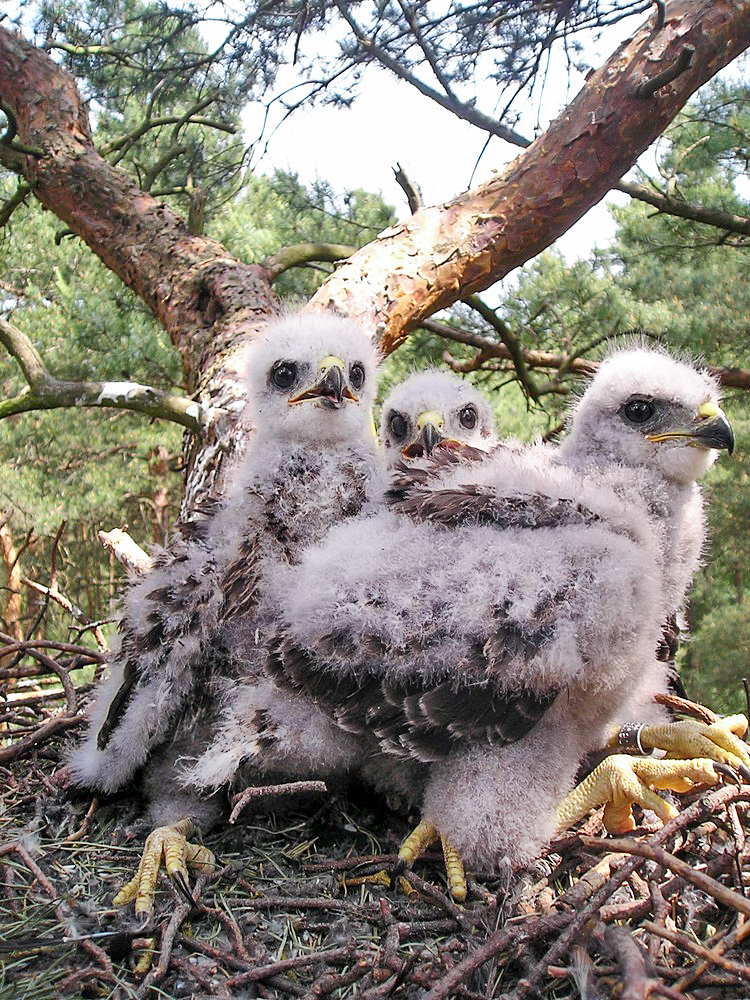
Mláďata v hnízdě

Úmrtnost mladých ptáků v prvním roce života činí 51 %, v druhém roce 32 % a ve třetím roce 29 %.
V přírodě se obvykle dožívá asi 10 let. Nejstarší káně kroužkovaná v České republice byla sražena autem ve věku 17 let a 1 měsíce, vůbec nejstarší ve volné přírodě žijící jedinci se dožili 26 let.

## Hrozby
V současné době ji ohrožuje především pronásledování, kolize s vozidly, zranění na drátech elektrického napětí, rušení na hnízdištích a kácení lesů, které mnohdy vede ke ztrátě hnízd.